# Araschnia pseudorientalis
Araschnia pseudorientalis är en fjärilsart som beskrevs av Reuss 1939. Araschnia pseudorientalis ingår i släktet Araschnia och familjen praktfjärilar. Inga underarter finns listade i Catalogue of Life.